# Ștefăneștii de Jos (gmina w okręgu Ilfov)
Ștefăneștii de Jos – gmina w centralnej części okręgu Ilfov w Rumunii. W skład gminy wchodzą wsie: Crețuleasca, Ștefăneștii de Jos i Ștefăneștii de Sus. W 2011 roku liczyła 5775 mieszkańców.